# Qi Hui
Qi Hui (齐晖T; Fuzhou, 13 gennaio 1985) è una nuotatrice cinese.

## Carriera
Fortemente specializzata nella rana e nei misti, può vantare medaglie in gare disputate sia in vasca lunga che in vasca corta.

## Palmarès
- Mondiali:

Fukuoka 2001: argento nei 200m rana e bronzo nei 200m misti.
Barcellona 2003: bronzo nei 200m rana.
- Mondiali in vasca corta:

Mosca 2002: oro nei 200m rana e bronzo nella 4x100m misti.
Shanghai 2006: oro nei 200m rana e nei 200m e 400m misti.
- Universiadi

Taegu 2003: oro nei 200m ranae nella 4x100m misti.
Smirne 2005: oro nei 200m e 400m misti.